# Helgi el Temerario (Lejre)
Helgi, príncipe de Lejre, Dinamarca, apodado el Temerario (n. 631) (nórdico antiguo: Helgi Hvassi). Según Sögubrot af nokkrum fornkonungum, era el hermano de Hrœrekr slöngvanbaugi, monarca de Lejre (hoy Selandia) en el siglo VII. Hrœrekr casó con Auðr, hija fugitiva de Ivar Vidfamne, pero Auðr y Helgi sentían atracción entre ellos. El rey Ivar aprovechó la oportunidad y confesó a Hrœrekr que su esposa le era infiel con su hermano y el rey lo mató, debilidad que aprovechó Ivar para invadir Lejre y ampliar sus dominios.